# Подгаевский, Виталий Васильевич
Виталий Васильевич Подгаевский (1905 — до 1985) — советский военный, государственный и политический деятель, генерал-майор милиции.

## Биография
Родился в 1905 году в селе Соснивко Гадячского уезда. Член ВКП(б) с 1942 года.
С 1927 года — на военной службе, общественной и политической работе. В 1927—1962 гг. — курсант 5-го отделения стрелкового полка, слушатель инженерных курсов Промакадемии, командир стрелковой роты, командир роты связи 107-го стрелкового полка, командир отделения, командир 1242-го стрелкового полка 374-й стрелковой мобильной дивизии Волховского фронта, заместитель начальника дивизии 374-й стрелковой дивизии Ленинградского фронта, два раза тяжело ранен и дважды тяжело контужен, директор прииска «Юдома», управляющий трестом «Джугджурзолото», министр внутренних дел Якутской АССР.
Избирался депутатом Верховного Совета СССР 3-го созыва.
Умер до 1985 года.